# Primera Federación Femenina 2025-26
La temporada 2025-26 de la Primera Federación Femenina de España es la 25.ª edición de la segunda categoría de fútbol femenino de España y la 4.ª edición bajo dicha denominación, tras cambiarse respecto a la anterior y más genérica de «Segunda División».

## Formato de competición
La competición se desarrolla en dos fases:
- Fase regular: 14 equipos en un único grupo, que disputan una liga a doble vuelta (ida y vuelta) con un total de 26 jornadas.
- Fase de ascenso: Al término de ambas fases, tres equipos ascienden a la Liga F.

Asciende a la Liga F de forma directa el mejor equipo clasificado al término de la liga regular, siempre y cuando no se tenga un equipo dependiente en la categoría inmediatamente superior.
Los clubes clasificados de la segunda a la quinta posición, juegan la promoción de ascenso a la Liga F. Consigue el ascenso el equipo que resulte vencedor del mismo. Consta de dos eliminatorias (semifinales y final). Las semifinales las disputan el segundo clasificado contra el quinto clasificado y el tercer clasificado contra el cuarto clasificado. La final la disputan los vencedores de las semifinales.
El primer partido de cada eliminatoria se disputa en el terreno de juego del equipo clasificado en la posición inferior en la fase regular. Para la determinación del vencedor de la eliminatoria, son de aplicación las siguientes disposiciones: 
- Se declara vencedor al club que, trascurrido el tiempo reglamentario del partido de vuelta, hubiere conseguido mayor diferencia de goles a favor, computándose los obtenidos y los recibidos en los dos encuentros.
- En caso de empate a goles en el sumatorio de los partidos de ida y vuelta, se celebra un tiempo extra de 30 minutos dividido en dos partes de quince minutos cada una. Finalizado el tiempo extra, se declara vencedor el equipo que haya conseguido más goles en el tiempo extra.
- Si a la conclusión del tiempo extra ambos equipos hubieran marcado el mismo número de goles o no se hubiera marcado ninguno, se proclamará vencedor al equipo que hubiese obtenido mejor posición en la fase regular.

Descienden a Segunda Federación Femenina los cuatro equipos clasificados en las cuatro últimas posiciones: 11.ª, 12.ª, 13.ª y 14.ª.

## Ascensos y descensos
Esta temporada la componen catorce equipos, nueve procedentes de la temporada anterior, dos descendidos de la Primera Federación Femenina y tres ascendidos desde Segunda Federación. 
| Pos. | Ascendidos a La liga F |
| ---- | ---------------------- |
| 1.º  | Alhama C. F.           |
| 4.º  | DUX Logroño            |

| Pos. | Descendidos de La liga F |
| ---- | ------------------------ |
| 15.º | Real Betis               |
| 16.º | Valencia C. F.           |

| Pos.   | Ascendidos de Segunda Federación     |
| ------ | ------------------------------------ |
| 1.º I  | C. E. Europa                         |
| 1.º II | Fundación Canaria del C. D. Tenerife |
| 2.º I  | Real Oviedo                          |

| Pos. | Descendidos a Segunda Federación |
| ---- | -------------------------------- |
| 12.º | C. D. Atlético Baleares          |
| 13.º | C. D. Getafe                     |
| 14.º | Sporting de Huelva               |

## Equipos participantes
Un total de 14 equipos disputan la Primera Federación Femenina, incluyendo 9 equipos de la temporada anterior, 3 ascendidos de Segunda Federación Femenina y 2 descendidos de Primera División.
| N.º | Com. autónoma        | Equipos                              |
| --- | -------------------- | ------------------------------------ |
| 3   | Cataluña             | C. E. Europa                         |
| 3   | Cataluña             | F. C. Barcelona "B"                  |
| 3   | Cataluña             | S. E. AEM                            |
| 2   | Comunidad Valenciana | Valencia Féminas C. F.               |
| 2   | Comunidad Valenciana | Villarreal C. F.                     |
| 2   | Comunidad de Madrid  | C. Atlético de Madrid "B"            |
| 2   | Comunidad de Madrid  | Real Madrid C. F. "B"                |
| 1   | Andalucía            | Real Betis Balompié                  |
| 1   | Canarias             | Fundación Canaria del C. D. Tenerife |
| 1   | Castilla-La Mancha   | C. D. Alba Fundación Femenino        |
| 1   | País Vasco           | Deportivo Alavés                     |
| 1   | Extremadura          | C. P. Cacereño Femenino              |
| 1   | Navarra              | C. D. Fundación Osasuna Femenino     |
| 1   | Asturias             | Real Oviedo Femenino                 |

## Clasificación
| Pos. | Equipo                               | Pts. | PJ | G | E | P | GF | GC | Dif. | Clasificación 2026-27         |
| ---- | ------------------------------------ | ---- | -- | - | - | - | -- | -- | ---- | ----------------------------- |
| 1    | Valencia Féminas C. F.               | 0    | 0  | 0 | 0 | 0 | 0  | 0  | 0    | Ascenso a Liga F              |
| 2    | Real Betis Balompié                  | 0    | 0  | 0 | 0 | 0 | 0  | 0  | 0    | Play-Offs de Ascenso a Liga F |
| 3    | Deportivo Alavés                     | 0    | 0  | 0 | 0 | 0 | 0  | 0  | 0    | Play-Offs de Ascenso a Liga F |
| 4    | S. E. AEM                            | 0    | 0  | 0 | 0 | 0 | 0  | 0  | 0    | Play-Offs de Ascenso a Liga F |
| 5    | C. P. Cacereño Femenino              | 0    | 0  | 0 | 0 | 0 | 0  | 0  | 0    | Play-Offs de Ascenso a Liga F |
| 6    | C. D. Fundación Osasuna Femenino     | 0    | 0  | 0 | 0 | 0 | 0  | 0  | 0    |                               |
| 7    | Real Madrid C. F. "B"                | 0    | 0  | 0 | 0 | 0 | 0  | 0  | 0    |                               |
| 8    | F. C. Barcelona "B"                  | 0    | 0  | 0 | 0 | 0 | 0  | 0  | 0    |                               |
| 9    | C. D. Alba Fundación Femenino        | 0    | 0  | 0 | 0 | 0 | 0  | 0  | 0    |                               |
| 10   | Villarreal C. F.                     | 0    | 0  | 0 | 0 | 0 | 0  | 0  | 0    |                               |
| 11   | C. Atlético de Madrid "B"            | 0    | 0  | 0 | 0 | 0 | 0  | 0  | 0    | Descenso a Segunda Federación |
| 12   | C. E. Europa                         | 0    | 0  | 0 | 0 | 0 | 0  | 0  | 0    | Descenso a Segunda Federación |
| 13   | Real Oviedo Femenino                 | 0    | 0  | 0 | 0 | 0 | 0  | 0  | 0    | Descenso a Segunda Federación |
| 14   | Fundación Canaria del C. D. Tenerife | 0    | 0  | 0 | 0 | 0 | 0  | 0  | 0    | Descenso a Segunda Federación |

Los primeros partidos se disputarán el 6 de septiembre de 2025.
 Fuente: Fútbol Regional
Criterios de clasificación: Puntos · Enfrentamientos directos · Diferencia de goles en enfrentamientos directos · Diferencia de goles · Goles a favor

### Tabla de resultados cruzados
| Local \ Visitante                    | VAL | RBE | DAL | AEM | CAC | FOS | RMA | BAR | ALB | VIL | AMA | EUR | ROV | FCA |
| ------------------------------------ | --- | --- | --- | --- | --- | --- | --- | --- | --- | --- | --- | --- | --- | --- |
| Valencia Féminas C. F.               | —   |     |     |     |     |     |     |     |     |     |     |     |     |     |
| Real Betis Balompié                  |     | —   |     |     |     |     |     |     |     |     |     |     |     |     |
| Deportivo Alavés                     |     |     | —   |     |     |     |     |     |     |     |     |     |     |     |
| S. E. AEM                            |     |     |     | —   |     |     |     |     |     |     |     |     |     |     |
| C. P. Cacereño Femenino              |     |     |     |     | —   |     |     |     |     |     |     |     |     |     |
| C. D. Fundación Osasuna Femenino     |     |     |     |     |     | —   |     |     |     |     |     |     |     |     |
| Real Madrid C. F. "B"                |     |     |     |     |     |     | —   |     |     |     |     |     |     |     |
| F. C. Barcelona "B"                  |     |     |     |     |     |     |     | —   |     |     |     |     |     |     |
| C. D. Alba Fundación Femenino        |     |     |     |     |     |     |     |     | —   |     |     |     |     |     |
| Villarreal C. F.                     |     |     |     |     |     |     |     |     |     | —   |     |     |     |     |
| C. Atlético de Madrid "B"            |     |     |     |     |     |     |     |     |     |     | —   |     |     |     |
| C. E. Europa                         |     |     |     |     |     |     |     |     |     |     |     | —   |     |     |
| Real Oviedo Femenino                 |     |     |     |     |     |     |     |     |     |     |     |     | —   |     |
| Fundación Canaria del C. D. Tenerife |     |     |     |     |     |     |     |     |     |     |     |     |     | —   |